# Decaying
Decaying ist eine finnische Death-Metal-Band aus Helsinki, die im Jahr 2010 gegründet wurde.

## Geschichte
Die Band wurde im Sommer 2010 von Bassist, Gitarrist und Sänger Matias Nastolin und Gitarrist Olli Suurmunne gegründet. Zusammen entwickelten sie die ersten Lieder und veröffentlichten das erste Demo New Order am 17. November 2010. Das zweite Demo The Annihilator folgte am 16. Februar 2011. Schlagzeuger Benjam Lahdenpää trat im April 2011 er Band bei. Gitarrist Otso Polenius ersetzt Olli Suurmunne im Mai 2011. Am 1. Mai 2011 veröffentlichte die Band ihr Debütalbum namens Devastate über Hellthrasher Productions. Anfang Juli wurde Otso Polenius durch Henri Hirvonen ersetzt. Die Aufnahmen zum zweiten Album Encirclement begannen im August. Das Album erschien am 2. Januar 2012.

## Stil
Die Band spielt klassischen Death Metal und ist vergleichbar mit Gruppen wie Bolt Thrower, Hail of Bullets, Asphyx, sowie alten Werken von Sentenced, Amorphis und Demigod.

## Diskografie
- New Order (Demo, 2010, Eigenveröffentlichung)
- The Annihilator (Demo, 2011, Eigenveröffentlichung)
- Devastate (Album, 2011, Hellthrasher Productions)
- Encirclement (Album, 2012, Hellthrasher Productions)
- To Cross the Line (Album, 2018, FDA Records)